# Alexandre Dumas (métro de Paris)
Pour les articles homonymes, voir Alexandre Dumas (homonymie) et Dumas.
Alexandre Dumas est une station de la ligne 2 du métro de Paris, située à la limite des 11e et 20e arrondissements de Paris.

## Situation
La station est implantée à la limite administrative entre le quartier de la Roquette au nord-ouest, le quartier Sainte-Marguerite au sud-ouest, le quartier du Père-Lachaise au nord-est et le quartier de Charonne au sud-est. Elle se trouve sous le boulevard de Charonne à son intersection avec la rue éponyme d'une part et la rue de Bagnolet d'autre part. Approximativement orientée selon un axe nord-ouest/sud-est, elle s'intercale entre les stations Philippe Auguste et Avron.

## Histoire
La station est ouverte le 31 janvier 1903 en tant que terminus oriental provisoire de la ligne 2 Nord depuis Porte Dauphine, en remplacement du terminus précédent d'Anvers jusqu'au 2 avril de la même année, date à laquelle la ligne est prolongée jusqu'à son terminus actuel de Nation. Celle-ci devient plus simplement la ligne 2 le 17 octobre 1907 à la suite de l'absorption de la ligne 2 Sud (correspondant à une large part de l'actuelle ligne 6) par la ligne 5 le 14 octobre précédent.
La station doit sa dénomination initiale de Bagnolet à sa proximité avec la rue de Bagnolet, laquelle tient elle-même son nom du fait qu'elle conduit à la commune de Bagnolet.
Le 13 septembre 1970, afin d'éviter toute confusion avec la nouvelle station Porte de Bagnolet de la ligne 3, ouverte lors de son prolongement à l'est jusqu'à Gallieni le 2 avril 1971, la station de la ligne 2 est rebaptisée Alexandre Dumas en référence à la rue Alexandre-Dumas, située à quelques centaines de mètres plus au sud, laquelle rend hommage à l'écrivain Alexandre Dumas (1802-1870).
Dans le cadre du programme « Renouveau du métro » de la RATP, les couloirs de la station et l'éclairage des quais sont rénovés le 12 mai 2005.
Le 1er avril 2016, une partie des plaques nominatives de la station sont provisoirement remplacées par la RATP pour faire un poisson d'avril le temps d'une journée, comme dans douze autres stations sur le réseau. Alexandre Dumas est ainsi humoristiquement renommée Les Trois Mousquetaires en référence au plus célèbre des romans de l'auteur qu'elle honore.
Dans le cadre du plan d'actions voté en 2018 pour améliorer la qualité de l'air dans le métro, la station est la première du réseau dans laquelle sont expérimentés deux purificateurs d'air, conçus selon un dispositif dénommé « Ip'Air » et développé par le groupe Suez. Ils sont inaugurés le 7 juin 2019 sur le quai en direction de Nation et mis en place pour une durée initiale de six mois.
Le 1er avril 2024, la moitié des plaques nominatives sur les quais sont à nouveau remplacées en guise de poisson d'avril, tout en mettant les Jeux olympiques et paralympiques d'été de 2024 à l'honneur le temps d'une journée, comme dans treize autres stations. Par jeu de mots, Alexandre Dumas devient ainsi « Alexandre Dumarathon », mot-valise faisant référence aux épreuves de marathon.

## Services aux voyageurs

### Accès
La station dispose d'un unique accès intitulé « Boulevard de Charonne », débouchant à l'extrémité nord de l'allée Maya-Surduts sur le terre-plein central du boulevard précité, au droit du no 111. Constitué d'un escalier fixe, il est orné d'un édicule Guimard, lequel fait l'objet d'une inscription au titre des monuments historiques par l'arrêté du 29 mai 1978, protection renouvelée le 12 février 2016.

Accès à la station
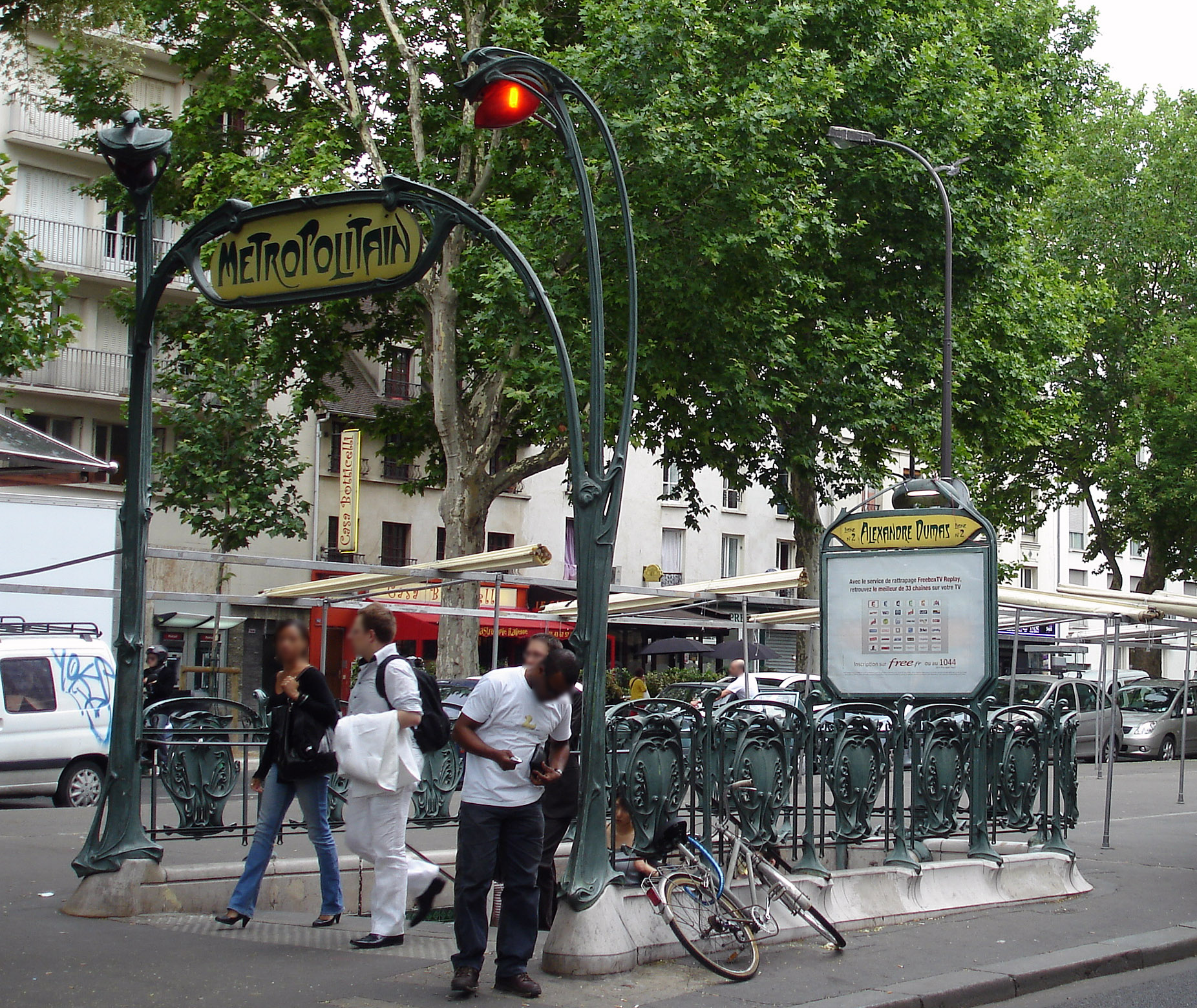
L'unique entrée et son édicule Guimard.
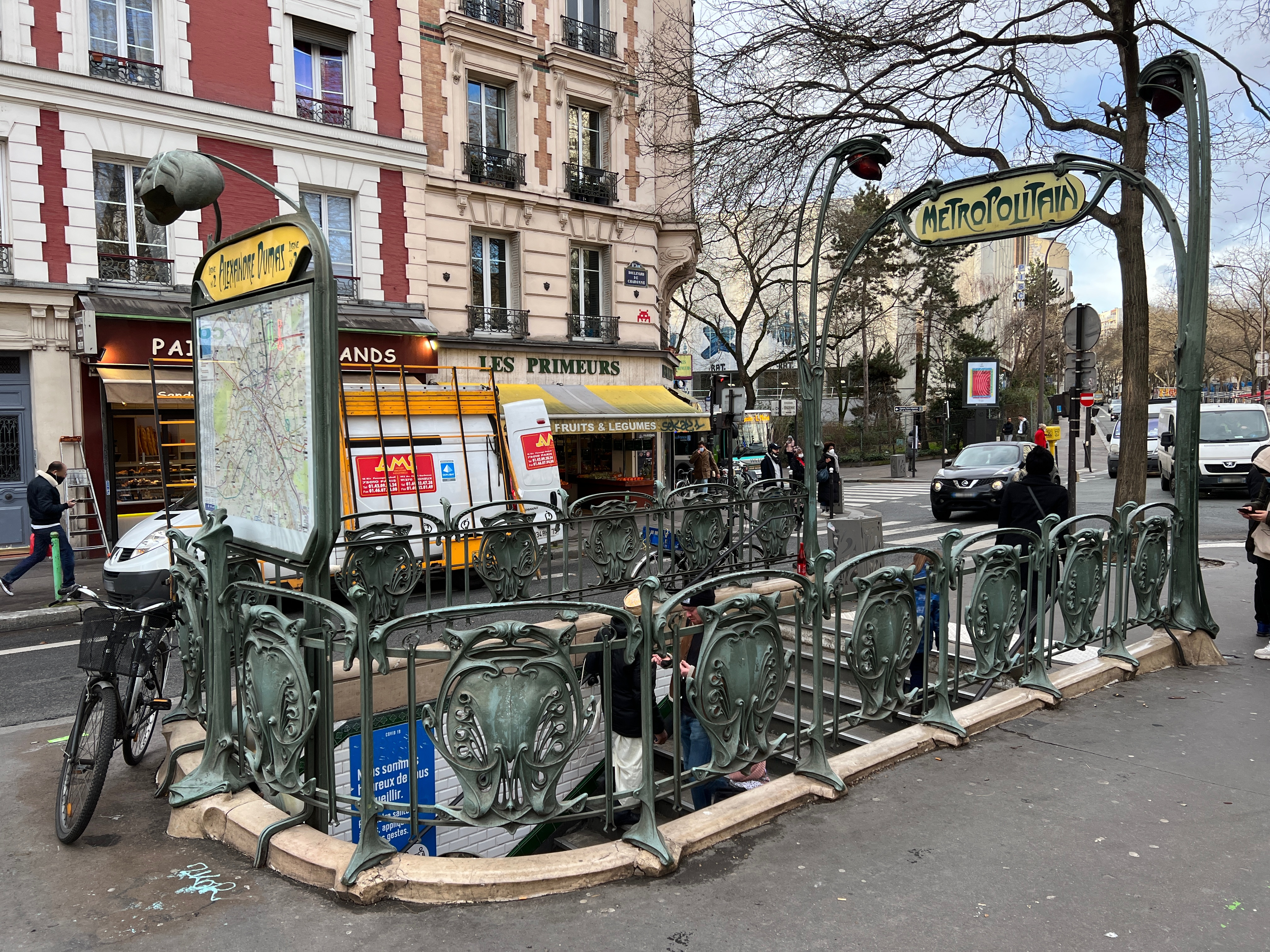
Vue arrière latérale de l'accès à la station.
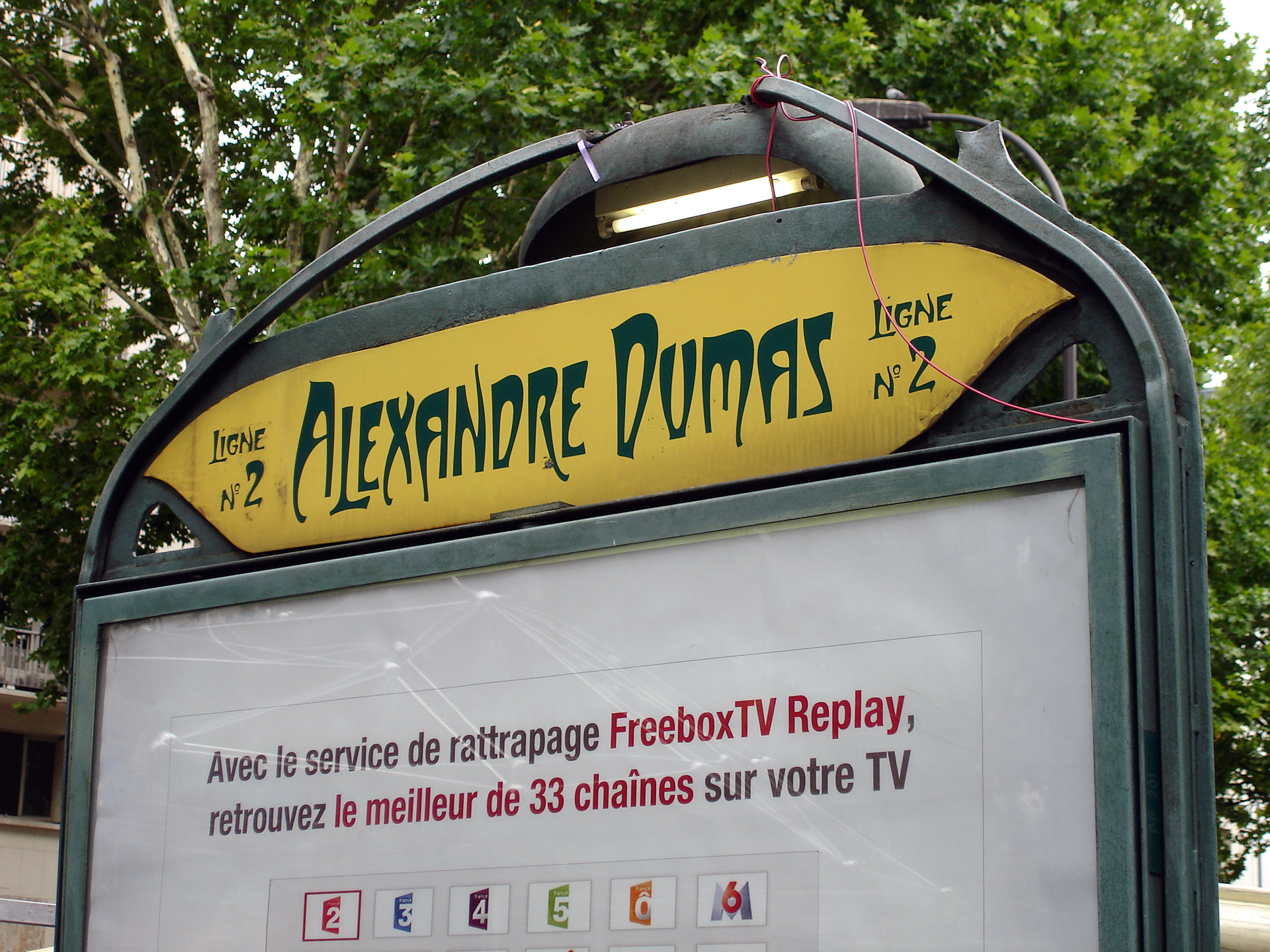
Détail de l'entourage d'entrée.

### Quais
Alexandre Dumas est une station de configuration standard pour le métro de Paris : elle possède deux quais, d'une longueur conventionnelle de 75 mètres, séparés par les voies du métro situées au centre et la voûte est elliptique. La décoration est du style utilisé pour la majorité des stations du métro : les bandeaux d'éclairage sont blancs et arrondis dans le style « Gaudin » du renouveau du métro des années 2000, et les carreaux en céramique blancs biseautés recouvrent les pieds-droits, la voûte ainsi que les tympans. Les cadres publicitaires sont métalliques et le nom de la station est inscrit en police de caractères Parisine sur des plaques émaillées. Les sièges sont de style « Motte » de couleur jaune.

Quais à la station
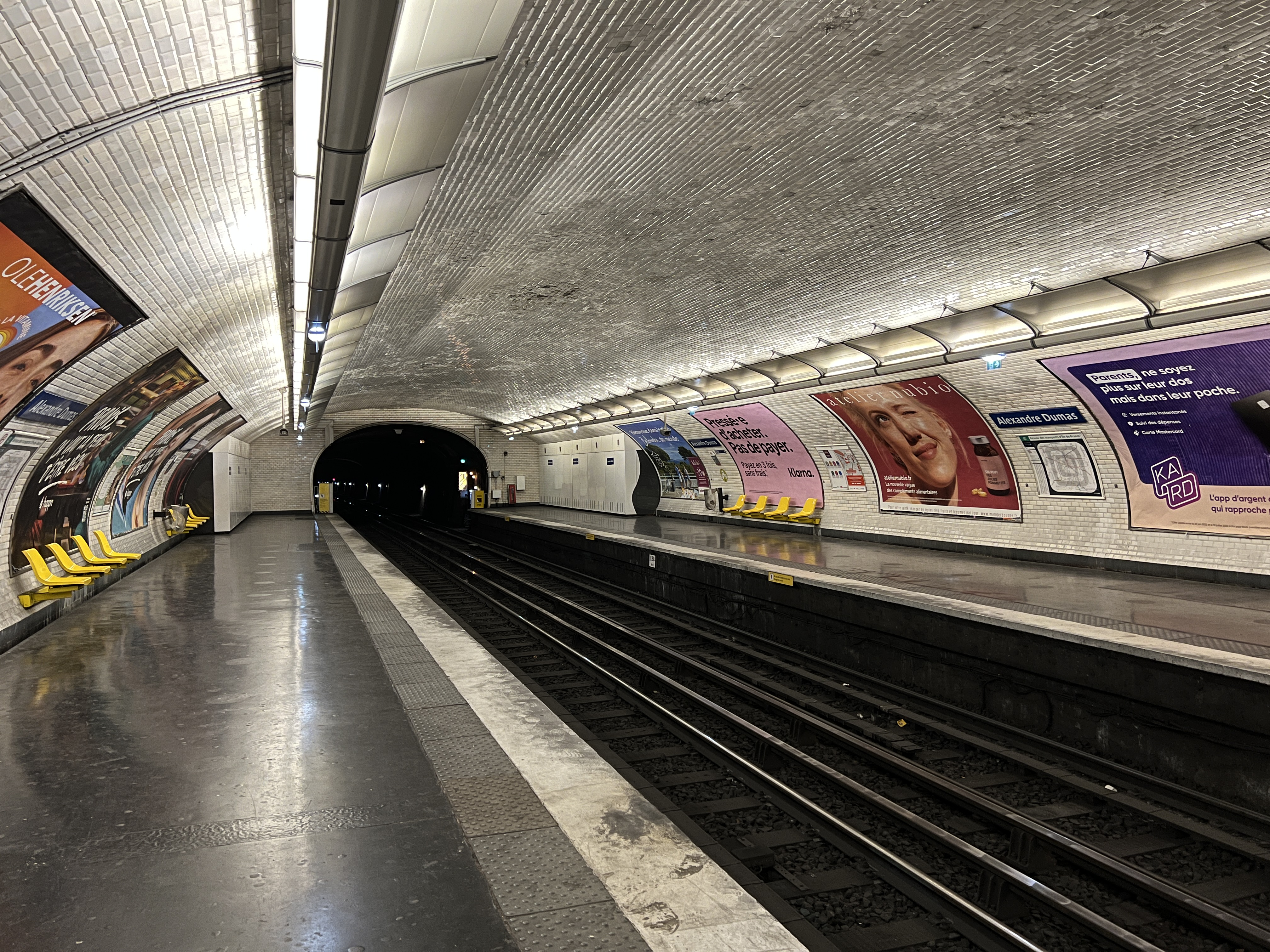
Les quais de la station, vus en direction de Nation.
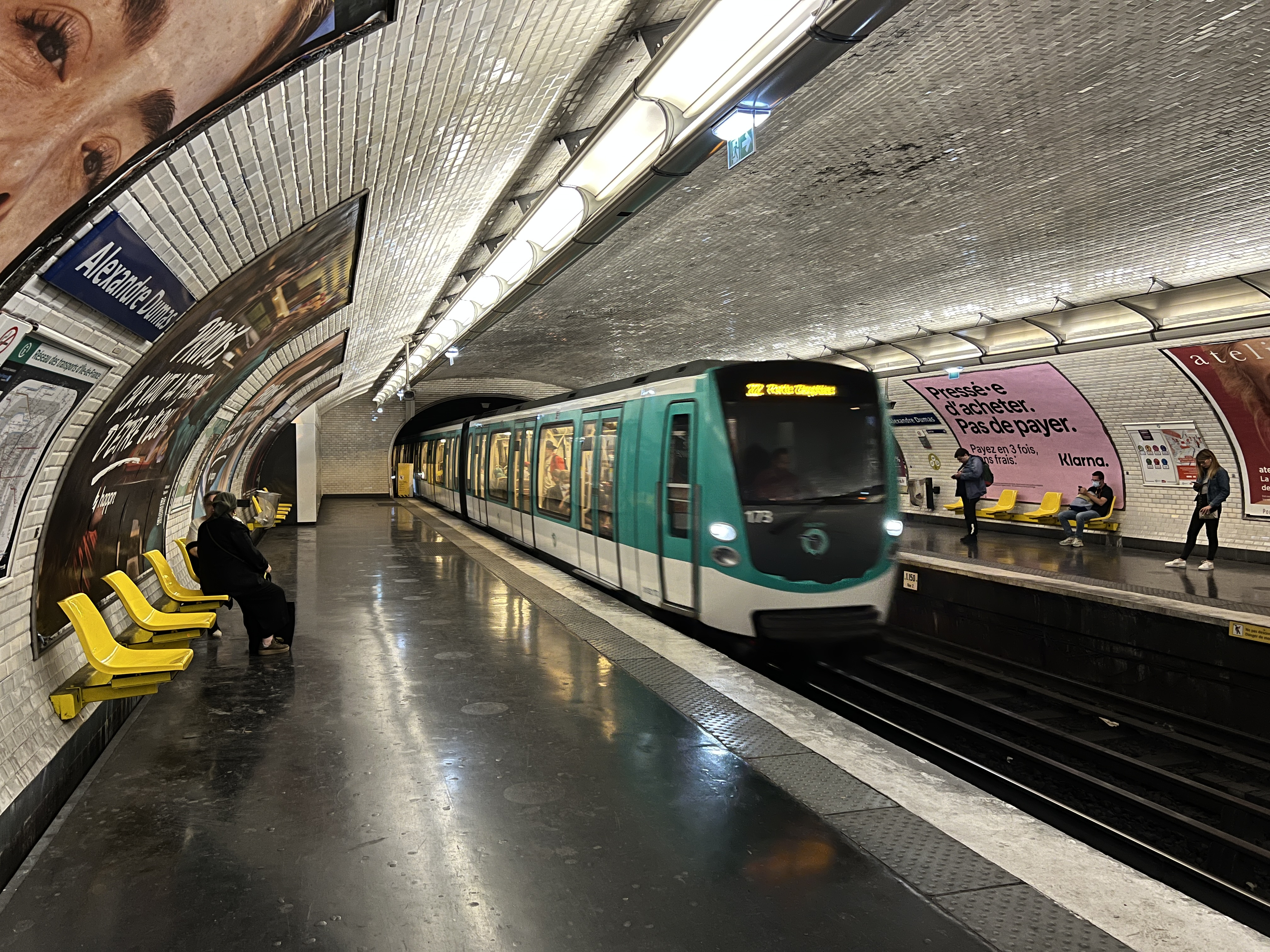
Entrée d'une rame MF 01 en direction de Porte Dauphine.
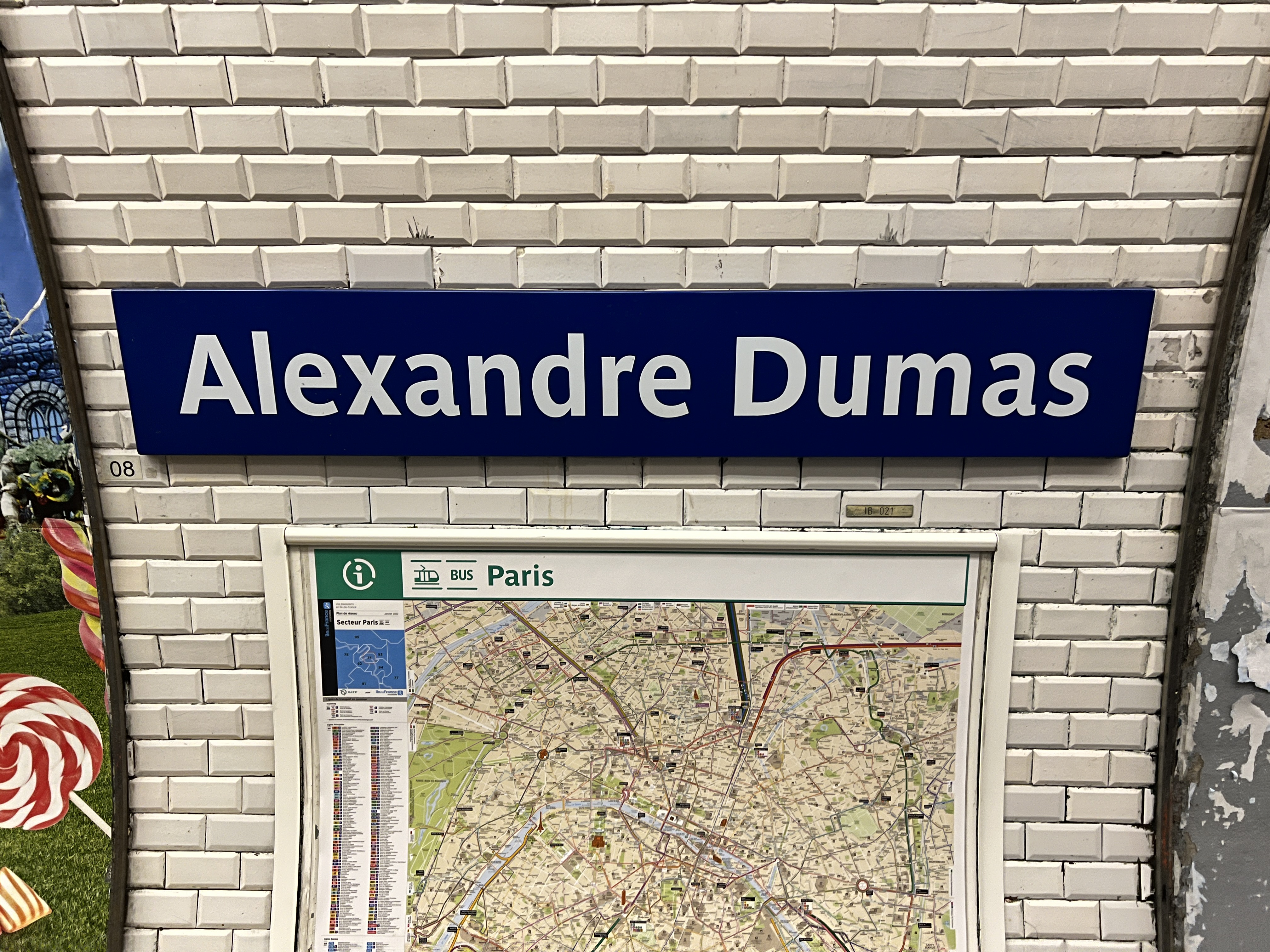
Plaque émaillée indiquant le nom de la station.

### Intermodalité
La station est desservie par la ligne 76 du réseau de bus RATP.

## Fréquentation
Nombre de voyageurs entrés à cette station :
| Année                      | 2013      | 2014      | 2015      | 2016      | 2017      | 2018      | 2019      | 2020      | 2021      |
| -------------------------- | --------- | --------- | --------- | --------- | --------- | --------- | --------- | --------- | --------- |
| Nombre de voyageurs par an | 3 919 412 | 3 846 473 | 3 666 961 | 3 685 441 | 3 676 620 | 3 668 682 | 3 439 879 | 1 849 785 | 2 476 608 |
| Rang                       | 127e      | 126e      | 142e      | 137e      | 140e      | 145e      | 142e      | 129e      | 137e      |
| Nombre de stations         | 302       | 302       | 302       | 302       | 302       | 302       | 302       | 304       | 304       |

## À proximité
- Partie sud-ouest du cimetière du Père-Lachaise
- Jardin Damia
- Espace Monte-Cristo
- Église Saint-Jean-Bosco
- Square de la Place-de-la-Réunion
- Square Colbert